# Moselle Open 2019
Moselle Open 2019 — тенісний турнір, що проходив на кортах з твердим покриттям у місті Мец, Франція з 16 вересня. Належав до категорії ATP Tour 250.

## Фінальна частина

### Одиночний розряд
Жо-Вілфрід Тсонга —  Аляж Бедене 6–7(4–7), 7–6(7–4), 6–3

### Парний розряд
Роберт Ліндстедт /  Ян-Леннард Штруфф —  Ніколя Маю /  Едуар Роже-Васслен 2–6, 7–6(7–1), [10–4]